# Frédéric Boissonnas
Pour les articles homonymes, voir Boissonnas.
Frédéric Boissonnas, né le 18 juin 1858 à Genève et mort le 17 octobre 1946 dans cette même ville, est un photographe suisse.

## Biographie

### Enfance et famille
Il est issu d'une famille d'artistes genevois, son père est Henri-Antoine Boissonnas (1833–1889), graveur de montres puis photographe, et sa mère est Sophie Pilet (1836–1918) dessinatrice de boîtiers de montres. Il est le premier enfant d'une fratrie composée de Caroline Sophie Boissonnas (1859–1943), Edmond-Victor Boissonnas (1862–1890) et de Eva Boissonnas (1873–1965). Il passe son enfance à Genève. Inscrit à l’École Privat, il poursuit ses études au Collège Calvin. Il étudie le dessin à l’École des beaux-arts, avec le peintre Barthélemy Menn.
En avril 1890, il épouse Augusta Magnin (1864–1940). Ils auront 9 enfants. En 1896, il rachète à son beau-père Magnin ruiné, une campagne de douze hectares, comprenant maison, ferme et terrains au chemin du Pommier au Grand-Saconnex. Il y fait construire une maisonnette, une villa et un chalet pour sa famille appelés « Les Mayens ».
Dans les années 1930, ruinés par les diverses entreprises éditoriales et les crises économiques mondiales, Frédéric et Augusta Boissonnas sont réduits à vendre leurs propriétés par morceau. Ils finiront leurs jours chez leurs enfants.

### La carrière de photographe
Dès 1879, pour se former aux techniques photographiques, il va passer huit mois au studio de Friedrich Brandseph (de) à Stuttgart, avant de repartir en 1880 pour un autre stage à Budapest chez Károly Koller (de), le photographe des cours d’Europe. Frédéric Boissonnas est l'aide-opérateur de Koller pour ces prises de vues de la haute société. Il y apprend surtout l’importance de l’éclairage, de la mise en scène et de l’utilisation des fonds peints et autres accessoires pour les ateliers professionnels de photographie.
En 1887, à la suite d'un problème de santé de son père, il se décide à reprendre l’atelier de photographie. Il va utiliser tous les artifices et nouvelles techniques apprises dans ses précédentes formations. Les résultats sont tels, que cela lui vaut d’intéresser un public genevois de plus en plus large : les classes d’école, les sociétés, les chorales, les groupes viennent se faire photographier dans son atelier, les familles et leurs enfants également. En parallèle, il crée des scènes de genre morales (les méfaits de l’alcool, l’épargne) ou des scènes historiques (les Lacustres). Il perfectionne aussi les prises de vue des éléments naturels et il crée des tableaux vivants, des mises en scène, directement dans la nature. Adepte du pictorialisme, il participe à de nombreuses expositions organisées par ce mouvement à Vienne, Londres, Paris et Bruxelles.
Plus généralement, il est connu pour ses portraits de personnalités genevoises ou internationales, ses vues d'architecture (Genève, documentation sur le château du Haut-Koenigsbourg), les photographies de paysages (Alpes, mont Blanc, Valais), de voyages (mer Méditerranée, Grèce, Afrique du Nord, Égypte, France, Hollande), de spectacles (Fête des Vignerons de 1889, Exposition nationale suisse de 1896, Fête de juin 1914 (centenaire de l'entrée du canton de Genève dans la Confédération suisse), ses tirages d'exposition (épreuves de grand format présentées par exemple à l'Exposition universelle de 1900 à Paris), les clichés sur sa famille et ses proches.

#### Les éditions et les publications
En parallèle à la photographie, il publie dès 1889 des articles, des ouvrages scientifiques ou photographiques (comme celui sur La Fête des Vignerons à Vevey en 1889). F. Boissonnas participe à des livres illustrés, articles et éditions diverses, des publicités en tant que photographe et illustrateur ou auteur. Ses clichés sont publiés dans des revues de photographies suisse ou française (Revue suisse de photographie, Le Moniteur de la photographie, Paris). Les différentes Éditions Boissonnas publieront beaucoup d'ouvrages photographiques ou des sujets relatifs à ce thème. En 1919, la société d'édition « Boissonnas SA » fusionne avec l'imprimerie Sadag (Genève). L'aventure éditoriale s'arrête en 1923 avec la faillite de la maison d'édition.
Il mettra également son savoir-faire au service de la recherche et des arts. Il va ainsi travailler dès 1900 avec le protecteur du patrimoine Guillaume Fatio et ses clichés illustrent plusieurs de ses livres. Dès l'été 1903, il collabore avec le musicien et pédagogue genevois Émile Jaques-Dalcroze. De nombreuses photographies viennent illustrer les activités de Dalcroze en relation avec sa pédagogie appelée rythmique. Ses relevés du Parthénon sont publiés en 1914 dans un ouvrage de l'archéologue français Maxime Collignon et seront repris par l'architecte Le Corbusier dans son ouvrage Vers une architecture.

#### La notoriété
En 1887, il est membre de la Société genevoise de photographie et il obtient une médaille d'argent à l'exposition de photographie de Toulouse. Il va ensuite participer régulièrement à des expositions et recevoir des récompenses pour ses travaux (des médailles d'or à Berne, Vienne ou Chicago). Son atelier attire une clientèle toujours plus nombreuse et malgré cela, il continue à expérimenter des techniques et à faire des travaux personnels, comme faire des images des Alpes qui illustrent des ouvrages sur Genève.
En 1896, l’Exposition nationale suisse a lieu à Genève. Il y prend part et occupe le « pavillon Boissonnas ». Au rez-de-chaussée, il y expose ses travaux et, au premier étage, il a installé son « Cyclorama », sorte de camera oscura à taille humaine (chambre noire). À cette occasion, il publie deux albums de tirages originaux sur la section appelée le « Village suisse », une des attractions de l’exposition. Ils se vendront très bien dans toute la Suisse et portent sa notoriété au-delà de Genève. Le 8 août 1896, il reçoit la médaille d’or de l’exposition ce qui fait de lui le photographe le plus connu de Suisse. Il se lance aussi à cette époque dans les images destinées à la publicité et le tourisme (Nestlé, ligne de chemin de fer Yverdon-Sainte-Croix).
En août 1900, un jury international lui décerne le grand prix de photographie, distinction considérable de l'Exposition universelle de Paris.

#### Les différents ateliers
Outre son studio à Genève, Frédéric Boissonnas va exporter son savoir-faire et bénéficier de sa notoriété en ouvrant plusieurs ateliers en Europe.
En 1901, Frédéric Boissonnas et André Taponier s'associent pour fonder un atelier de photographie à Paris au 12, rue de la Paix, la Maison Boissonnas-Taponier. Ils finiront par se brouiller.
En 1902, il rachète à Lyon l’atelier de Pierre Bellingard pour y installer le frère de sa femme, Charles Magnin. Il rachète aussi l’atelier de Nadar à Marseille et y place un élève, Fernand Detaille et crée la Maison Nadar-Boissonnas & Detaille. Il s’allie encore à l’Allemand Fritz Eggler et reprend l'atelier d'Alexander Pasetti (de) à Saint-Pétersbourg.
En 1923, il reprend l'atelier Chéri-Rousseau à Paris, qui sera fermé en 1927.

#### Les voyages et les livres
Vers 1900, il se lie avec l’écrivain genevois Daniel Baud-Bovy avec lequel il va réaliser de nombreux projets, tant des voyages que des publications. Un Écossais, Lord Thomas George Napier, lui a acheté une de ses images spectaculaires du mont Blanc, photographie réalisée au téléobjectif en 1888 et récompensée à l’Exposition universelle de Paris 1900. En mai 1903, Thomas George Napier le mandate pour aller faire des photographies du mont Parnasse en Grèce, sur le même modèle que celles faites du mont Blanc. Il accepte et part le 13 avril 1903 pour la Grèce avec Daniel Baud-Bovy et leurs épouses respectives.

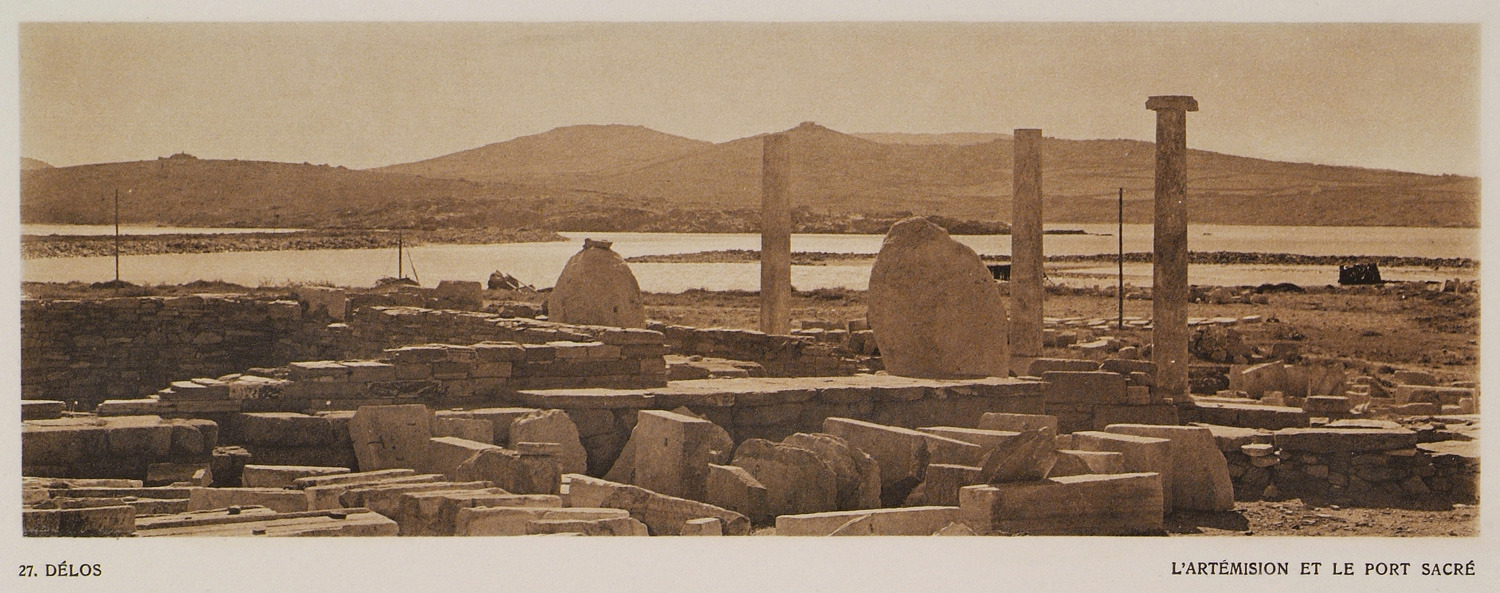
L'Artémision et le port sacré, à Délos. Frédéric Boissonnas, 1919.

Entre 1907 et 1919, il fait plusieurs voyages en Grèce. En 1907, il prend les photographies destinées à l’ouvrage En Grèce par monts et par vaux, qui paraîtra en août 1910, alors que Daniel Baud-Bovy en a écrit le texte. En octobre 1907, il est en Égypte, au Caire qu’il visite.
En 1911, l’Académie française lui décerne le prix Charles-Blanc, avec Daniel Baud-Bovy comme co-auteur, pour leur ouvrage En Grèce par monts et par vaux. En 1911, Frédéric Boissonnas et Daniel Baud-Bovy repartent en Grèce pour explorer la Crète et les Cyclades. Ils comptent faire un second ouvrage.
En juillet 1912, Frédéric Boissonnas est avec l’helléniste français Victor Bérard pour un périple de trois mois. Ils voguent en Méditerranée sur les traces d’Ulysse, afin d'explorer les lieux marquant qu'il visite et qui sont décrits dans l'Odyssée. À la suite de ses voyages avec Victor Bérard, ce dernier publie Dans le sillage d'Ulysse.
En 1913, il retourne en Grèce avec Daniel Baud-Bovy avec qui il réalise le 2 août la première ascension connue du mont Olympe. Il fait une campagne de photographie sur l'Acropole d'Athènes. Il voyage en Épire et en Macédoine pendant les guerres balkaniques. En 1914, il voyage en Algérie. La Première Guerre mondiale éclate et précipite ses activités dans de graves difficultés financières.
En 1919, il repart pour la Grèce et la Serbie accompagné par ses fils Edmond-Édouard Boissonnas et Henri-Paul Boissonnas, À la suite de ces voyages, il publie 14 albums photographiques dédiés à Grèce dans une collection intitulée L'image de la Grèce, qui fait la promotion de l'identité grecque en Europe ainsi que des attraits touristiques du pays. Il y retourne en 1920 et en 1927 pour une seconde ascension du mont Olympe et la réalisation d'un film documentaire (il est alors accompagné par son fils Paul Boissonnas). Sa vision photographique de la Grèce, qui saisi les vestiges de l'Antiquité (dont l'acropole d'Athènes), les paysages et les populations, va participer à la création d'un « portrait collectif » de ce pays dans une époque où il se construit.
En 1929, il est à nouveau en Égypte pour préparer un ouvrage luxueux, avec son commanditaire, l’ingénieur genevois Paul Tremblay qui paie l’expédition. Un contrat est signé avec le  gouvernement égyptien  pour réaliser ce livre d'art intitulé Égypte. Entre 1929-1930 et avec l'aide du gouvernement égyptien, ils sillonnent le pays afin de réaliser des campagnes photographiques. Entre 1931-1932, le livre est fabriqué entre Le Caire, Genève et Paris, avec la collaboration de Gustave Jéquier, Pierre Jouguet, Henri Munier et Gaston Wiet. En mars 1933, ils en présentent un exemplaire au roi Fouad Ier qui leur donne son approbation. Ce dernier demande aussi son lancement officiel à la Société géographique du Caire : la présentation du livre a lieu le 3 avril 1933 devant une foule de 300 notables et dignitaires égyptiens. Cependant malgré ce départ prometteur, le succès de cette publication luxueuse sera compromis par le prix de la souscription exorbitante du livre (1'000 Frs) et la crise mondiale.
Encore en Égypte entre mai et juin 1933 avec Paul Tremblay, Boissonnas y réalise sa dernière campagne photographique et son second voyage de Suez au Mont Sinaï et au monastère Saint-Catherine. Il espère tirer des photographies qu'il y fait un ouvrage provisoirement intitulé SinaÏ, mais il ne paraîtra jamais.

## Une dynastie de photographes genevois
Frédéric Boissonnas appartient à une famille genevoise de photographes. Son père Henri-Antoine Boissonnas (1833–1889) fonde l'atelier de photographie familial en 1865 et reprend à cette date l'atelier du photographe Auguste Garcin, sis place Bel-Air. Dès 1872, il s'installe luxueusement, avec sa famille, dans un immeuble qu'il aménage spécialement sur trois étages pour la photographie, au numéro 4 du quai de la Poste à Genève. Son frère Edmond-Victor Boissonnas, chimiste, produit des plaques sensibles qui contribuent au succès de l'entreprise familiale. Quant à Frédéric Boissonnas, il dirigera l'atelier de 1887 à 1919. En 1908, il est un des membres fondateurs de la Société professionnelle de photographie de Genève, qui deviendra l'Union genevoise des photographes en 1967.
Son fils aîné Edmond-Édouard Boissonnas (1891–1924) lui succède en 1919 avant de mourir brutalement en 1924 d'une crise cardiaque.
Son troisième fils, Henri-Paul Boissonnas (1894–1966), reprend la direction de l'atelier entre 1924 et 1927 avant de se consacrer à la restauration d’œuvres d'art.
Son septième fils, Paul Boissonnas (1902–1983), dirige l'atelier de 1927 et jusqu'en 1969. À cette date, accidenté, il confie la direction à son gendre, Gad Borel (1942). En 1937, pour solder les dettes de la maison d'édition, l'immeuble quai de la Poste doit être vendu et l'atelier déménage au passage des Lions à Genève, puis sera encore déplacé à la rue de Candolle à Genève. L'atelier fermera en 1990.
En 2004, l'État grec fait l'acquisition des vues de Grèce et de Serbie pour les déposer au musée de la photographie de Thessalonique. Le fonds est classé « patrimoine inaliénable » en 2012.
En 2011, la Ville de Genève demande l'ouverture d'un crédit municipal pour l'acquisition du fonds photographique de l'atelier Boissonnas. Le fonds est déposé à la Bibliothèque de Genève au Centre d'iconographie.

## Publications ou illustrations par les Boissonnas
(Liste non exhaustive, par ordre chronologique)
- Frédéric Boissonnas, Souvenir de la Fête des vignerons, 5-10 août 1889 à Vevey : Épreuves obtenues par l’escopette, Genève, Boissonnas, 1889, 15 p.60 tirages aristotype collés sur 15 pl. reliées
- Frédéric Boissonnas, À travers le Village suisse. Genève, 1896, Genève, 1896, 18 p. (lire en ligne)
- Guillaume Fatio (photogr. Frédéric Boissonnas), Genève à travers les siècles, Genève, Société des arts, 1900, 177 p.
- Guillaume Fatio (photogr. Frédéric Boissonnas), Autour du lac Léman, Genève, 1902, 297 p.
- Frédéric Boissonnas, Max van Berchem, Jacques Mayor, Les anciennes maisons de Genève, vol. 1-3, Genève, 1897-1907 (lire en ligne)
- Daniel Baud-Bovy et Fred Boissonnas, En Grèce par monts et par vaux, Genève, Athènes, Fred. Boissonnas, Const. Eleftheroudakis, 1910, 167 p. (lire en ligne)
- Eugène de la Harpe (photogr. Frédéric Boissonnas), Les Alpes valaisannes, Lausanne, Georges Bridel, 1910-1911, 216 p. (lire en ligne)
- Maxime Collignon (photogr. Frédéric Boissonnas et W.A. Mansell), Le Parthénon : l'histoire, l'architecture et la sculpture, Paris, Librairie centrale d'art et d'architecture, 1912, 45 p.
- Maxime Collignon (photogr. Frédéric Boissonnas), L'Acropole d'Athènes, Paris, Ch. Eggimann, 1914
- Johannes Jegerlehner (photogr. Frédéric Boissonnas), La route du Loetschberg, Genève, Sadag, 1917
- Daniel Baud-Bovy et Fred Boissonnas, Des Cyclades en Crète au gré du vent, Genève, Boissonnas, 1919, 157 p.
- Frédéric Boissonnas et Daniel Baud-Bovy (photogr. Frédéric Boissonnas, Edmond-Edouard Boissonnas), Collection "L'image de la Grèce", Genève, Ed. d'Art Boissonnas, 1919-1921 (lire en ligne)Les 6 ouvrages de cette collection seront traduits en allemand, en anglais et en grec ; il y aura aussi d'autres éditions
- Daniel Baud-Bovy et Fred Boissonnas, La Dent-du-Midi, Champéry et le val d’Illiez, Genève, Paris, Ed. d'Art Boissonnas, 1923, 174 p.
- Louis Bertrand (photogr. Frédéric Boissonnas), Saint Augustin, Paris, J. Budry, 1925, 231 p.
- Louis Bertrand " La Méditerranée ", photographies de Fred. Boissonnas, aquarelles de Marius Hubert-Robert, Éditions Alpina, Paris, 1929.
- Fred Boissonnas, avec la collab. de Gustave Jéquier, Pierre Jouguet, Henri Munier, Paul Trembley, Gaston Wiet, Égypte, Genève, Paris, Ed. Paul Trembley, Ducros et Colas, Leblanc et Troutmann, 1932, 190 p.
- Victor Bérard (photogr. Frédéric Boissonnas), Dans le sillage d'Ulysse. Album odysséen, Paris, A. Colin, 1933, 9 p., 130 (lire en ligne)

## Expositions
- 1912 : Au gré du vent : Crète et Cyclades : , illustré de six reproductions et des cartes des Cyclades et de Crète, musée Rath, Genève, 18 avril au 15 mai 1912[21]
- 1981 : Les Boissonnas : un siècle de photographie à Genève, musée Rath, Genève, 8 octobre – 29 novembre 1981[22]
- 2017 : Boissonnas in Egypt, The Royal Geographical Society, Londres, 2 au 30 novembre 2017[23]
- 2020 : Fred Boissonnas et la Méditerranée, une odyssée photographique, musée Rath, Genève, 25 septembre 2020 – 31 janvier 2021[24]

## Archives
Fonds de l'atelier photographique genevois Boissonnas (1864-1983) [200'000 phototypes, soit 60'000 épreuves photographiques anciennes, 20'000 plaques de verre (négatifs et diapositives) et 120'000 supports souples, 11 mètres linéaires d'archives (documents, journaux de voyages, livres de comptes, registres de clients, etc.)].  Cote : CH-000007-9 CIG : fbb. Genève : Centre d'iconographie de la Bibliothèque de Genève (présentation en ligne).
Le Fonds de l'atelier photographique genevois Boissonnas a été acheté en 2011 par la Ville de Genève. Il est conservé au Centre d'iconographie de la Bibliothèque de Genève. Sa consultation est libre, sur rendez-vous, au Centre d'iconographie de la Bibliothèque de Genève (CIG).
En 2003, les photographies et documents sur la Grèce (environ 12'500 tirages et 4'500 négatifs, dont 3'500 plaques de verre) ont été acquis par la Grèce et sont déposés au Musée de la photographie de Thessalonique.

### Galerie

Vues de Grèce.
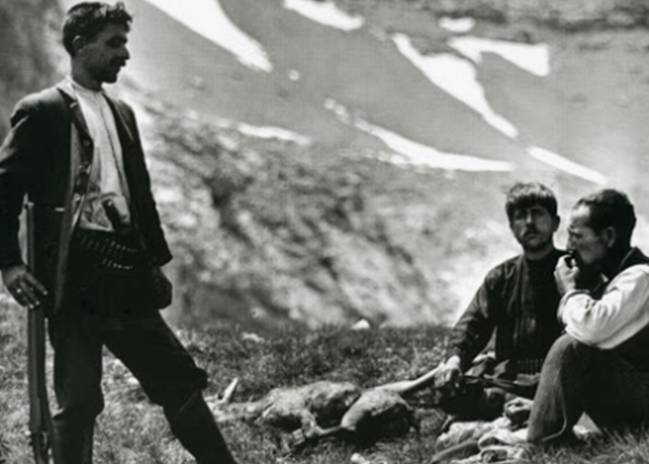
Expédition au Mont Olympe, 2 août 1913, sur la photo Daniel Baud-Bovy, Frédéric Boissonnas et leur guide.
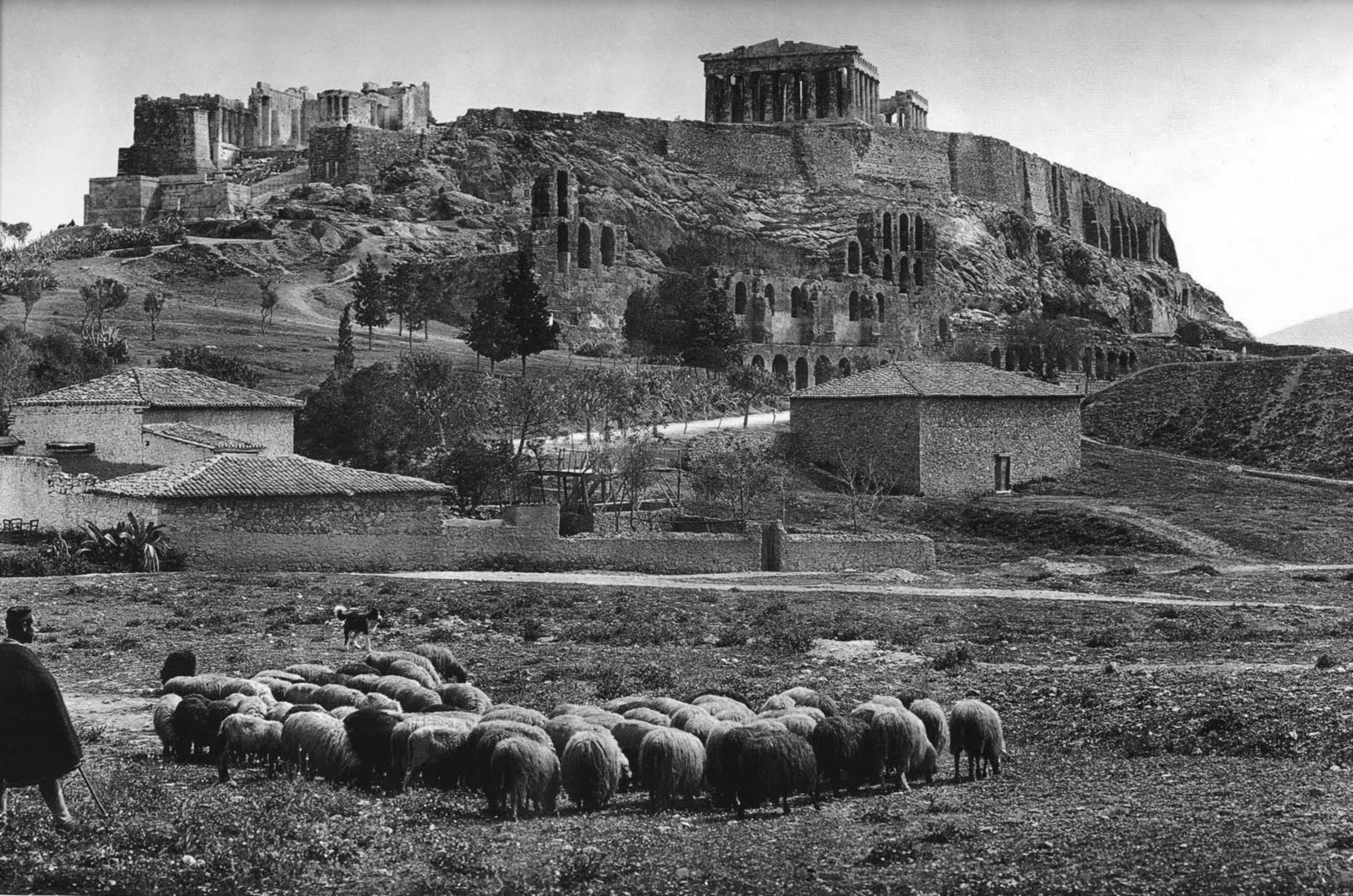
Acropole d'Athènes, 1903.
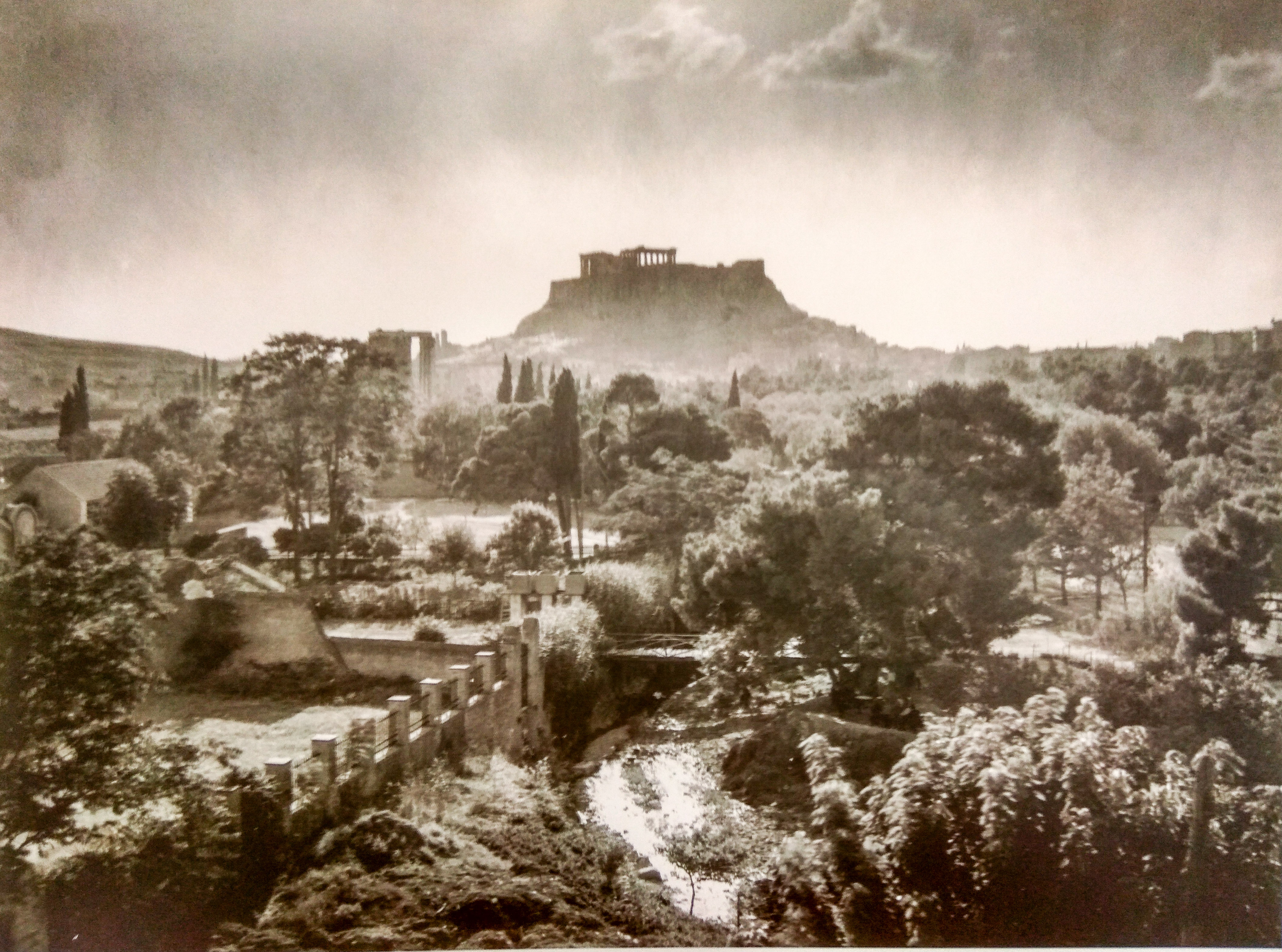
Acropole d'Athènes, 1910.
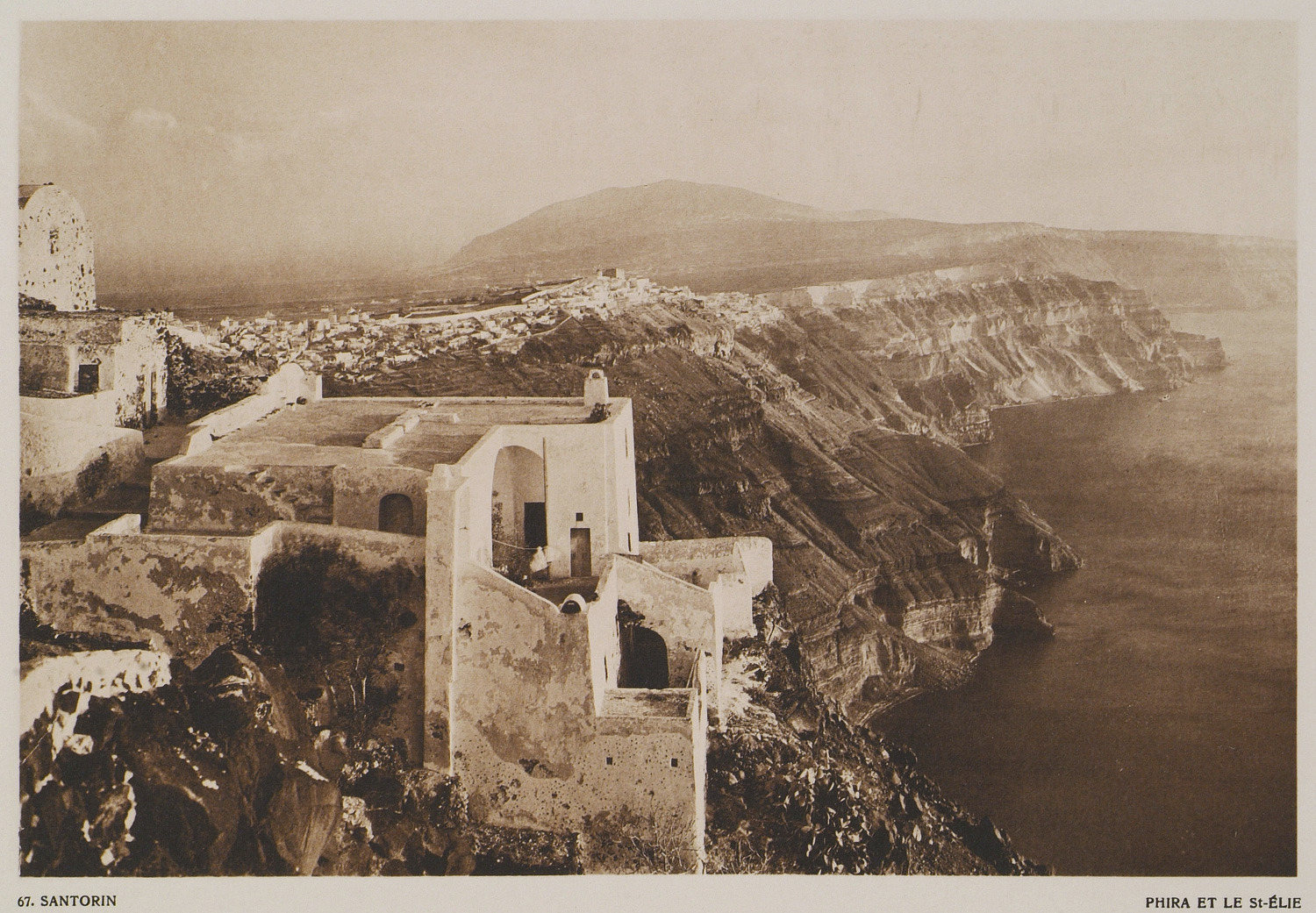
Santorin – Phira et le monastère du Mont Saint-Élie, 1919.
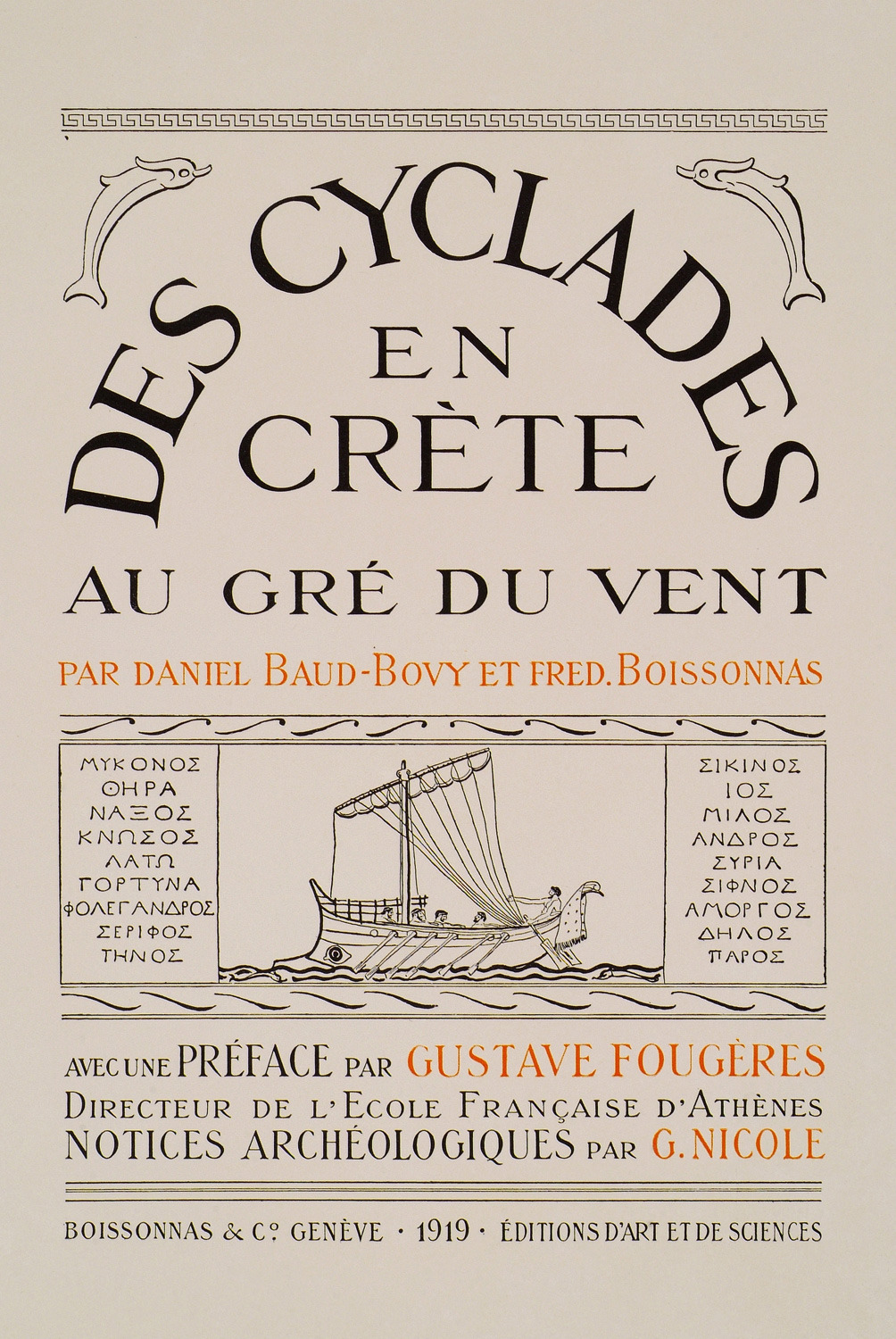
Ouvrages publiés par Daniel Baud-Bovy et Frédéric Boissonnas.

Vues de Suisse.
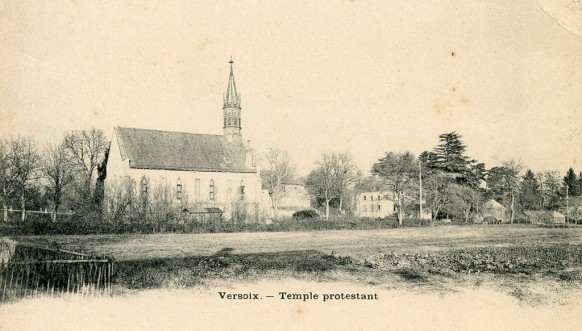
Le temple de Versoix.
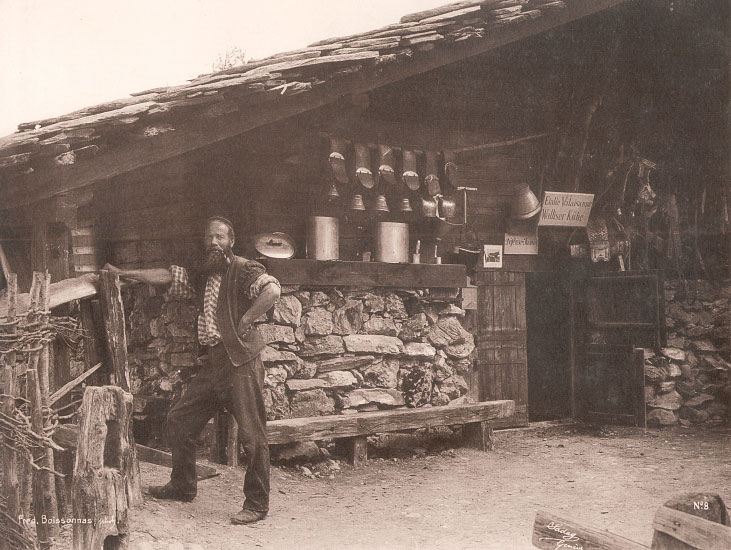
Armailli devant un chalet d'alpage.